# Tågrånet på Malmö-Simrishamns järnväg
Tågrånet på Malmö-Simrishamns järnväg, ibland kallat Simrishamnsrånet, ägde rum den 18 mars 1907 mellan järnvägsstationerna i Staffanstorp och Djurslöv. Gärningsmännen, två 27-åriga män, lyckades fly med 5 000 kr.
Rånet är det enda kända tågrån som utspelat sig i Sverige.

## Bakgrund
Axel Johansson-Fors (1880-1967) och Alfred Fredriksson-Friberg (1880-1961) var båda aktiva i Malmö Ungsocialistiska Klubb. Klubben brukade träffas på Kafé Utposten i Malmö. Fors och Friberg ingick i en mer revolutionär del av gruppen, som hade egna möten utöver de ordinarie klubbmötena.
Under våren 1907 hade de diskuterat hur man kunde skaffa pengar till verksamheten. Fors, med bakgrund som reservpostiljon i Malmö, hade insyn i den postföring som gjordes längs järnvägen och inspirerade av ett ryskt tågrån bestämde sig gruppen för att råna ett postförande tåg. Fors hade 1904 avskedats från Postverket efter att ha åtalats för att ha stulit pengar från lösbrev.

## Rånet

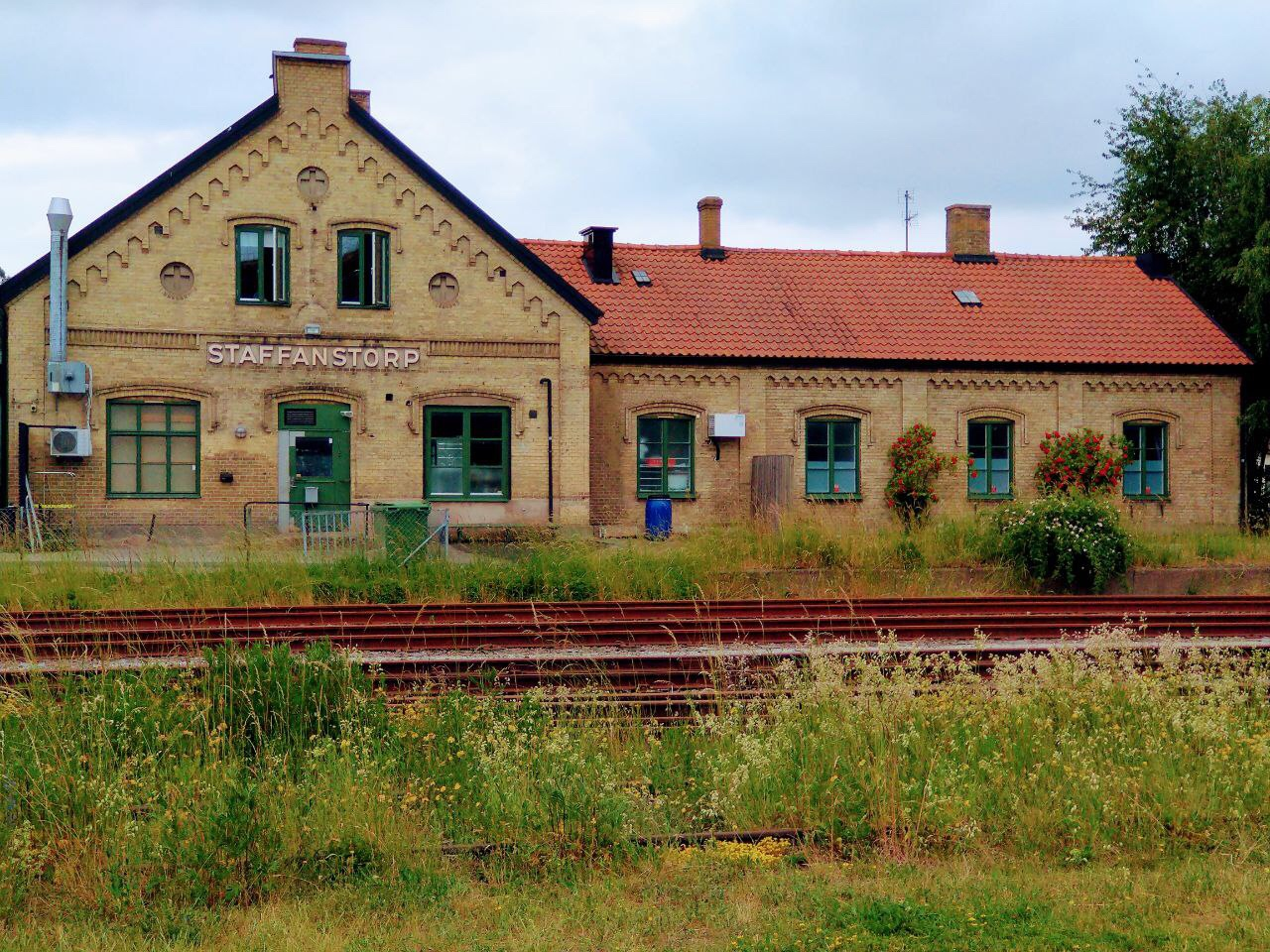
Staffanstorp station, på vars bangård rånet ägde rum.

På kvällen den 18 mars tog Fors och Friberg tåget från Malmö centralstation klockan 19:02. Planen var att därifrån åka till Staffanstorp varifrån man skulle kliva på det ankommande tåget från Simrishamn och råna detta. Friberg hade till resan från Malmö löst varsin tredjeklassbiljett åt de båda männen, en med slutdestination Staffanstorp och en till Kyrkheddinge, för att undvika efterhandsmisstankar om att de hållit sällskap.
De klev av i Staffanstorp och slog sig ned på ett kafé där de köpte kaffe och bröd. Under väntan på det ankommande tåget plockade Friberg på sig en sten från bangården.
Tåget som skulle rånas bestod av ett ånglok och sju vagnar, varav en avsedd för såväl tredjeklassresenärer som för en postkupé. I samband med att tåget lämnade Staffanstorps bangård ungefär 20:44 tog sig gärningsmännen till postkupéns plattform. Tjänstgörande postiljon Johannes Almén (1862-1949) stod till en början med ryggen mot plattformen men vände sig om då han hört ett ljud bakifrån. När han fick syn på rånarna tog han ett språng mot Fors som hade sin revolver riktad mot Almén. Fors avfyrade på nära håll två skott i Alméns ansikte. Friberg höll fast Almén medan Fors samlade på sig pengar från postfacken i kupén. En skada i Alméns skalle indikerar att Friberg använt stenen från bangården för att slå Almén i huvudet.. 
Då tåget kom till stationen i Djurslöv hade annan ombordpersonal redan hittat den blödande Almén. Polis ringdes och mötte sedan upp tåget på Malmö centralstation. Almén togs till Malmö Allmänna Sjukhus.

## Efterspel
Axel Fors blev tidigt misstänkt på grund av sin bakgrund som postiljon och stölden under tiden vid Postverket. Både Fors och Friberg anhölls mindre än en månad efter att rånet ägt rum. De båda dömdes till skadestånd och livstids straffarbete. De blev så småningom benådade och frigavs efter 18 år.
Trots tre pistolskott i ansiktet överlevde Johannes Almén. Han var sjukskriven i närmre tre år och återupptog därefter sitt arbete tills han pensionerades 1927. Han bad att efter sin död bli obducerad och testamenterade kulorna från sitt huvud samt röntgenplåtarna från obduktionen till Postmuseum.

## I kulturen
Nils Lindström, ägare för Malmö Visförlag, hade kort efter händelsen skrivit Postrånsvisan som bland annat innehåller dessa rader:
Mellan Staffanstorp

och Djurslövs by

har utförts en rövarbragd.

Och idén om än precis ej ny

är omsorgsfullt överlagd.

### Anmärkning
1. ↑  Något missvisande då platsen för rånet utspelades långt från Simrishamn.